# Erpetogomphus erici
Erpetogomphus erici – gatunek ważki z rodziny gadziogłówkowatych (Gomphidae).